# Leucopoa
Leucopoa, es un género de plantas herbáceas perteneciente a la familia de las poáceas. Es originario del centro y oeste de Asia e Himalaya.
Algunos autores lo incluyen en el género Festuca.

## Especies
- Leucopoa albida
- Leucopoa caucasica
- Leucopoa griffithiana
- Leucopoa hedgei
- Leucopoa karatavica
- Leucopoa kingii
- Leucopoa kreczetoviczii
- Leucopoa olgae
- Leucopoa pseudosclerophylla
- Leucopoa sclerophylla
- Leucopoa sibirica